# НКЕК
Національна комісія, що здійснює державне регулювання у сферах електронних комунікацій, радіочастотного спектра та надання послуг поштового зв’язку (НКЕК) — центральний орган виконавчої влади зі спеціальним статусом, правонаступник НКРЗІ (Національна комісія, що здійснює державне регулювання у сфері зв'язку та інформатизації).

## Історія
НКРЗІ утворена 23 листопада 2011, підпорядкована Президенту України, підзвітна Верховній Раді України. Гранична чисельність працівників комісії — 300 штатних одиниць.
До 23 листопада 2011 регулювання у сфері зв'язку здійснювала Національна комісія з питань регулювання зв'язку України.
Відповідно до Закону України "Про НКЕК" від 16.12.2021, НКРЗІ реорганізовується в НКЕК, Національну комісію, що здійснює державне регулювання у сферах електронних комунікацій, радіочастотного спектра та надання послуг поштового зв’язку.

## Склад
Регуляторний орган утворюється у складі семи членів, у тому числі Голови регуляторного органу.

##### Голова комісії
- Животовський Олександр Миколайович.

##### Члени[5]
- Колесник Ігор Іванович
- Мальон Лілія Володимирівна
- Семенченко Андрій Іванович
- Бісюк Олександр Анатолійович
- Ткаченко Микола Миколайович
- Трощенко Вікторія Юріївна

Колишні члени
- Скляров Олександр Іванович, до січня 2020 року[6]
- Гресько Володимир Петрович
- Дзюба Сергій Вікторович
- Лагошин Віктор Євгенійович

## Дорадчі органи НКЕК
НКРЗІ (тепер НКЕК) прийнято рішення № 231 від 10.05.2012 «Про дорадчі органи Національної комісії, що здійснює державне регулювання у сфері зв'язку та інформатизації», яким утворено такі постійно діючі дорадчі органи:
- Рада дорадчих органів НКРЗІ (тепер НКЕК);
- Громадська рада з питань телекомунікацій НКРЗІ (тепер НКЕК);
- Громадська рада з питань інформатизації НКРЗІ (тепер НКЕК);
- Громадська рада з питань користування радіочастотним ресурсом НКРЗІ (тепер НКЕК);
- Громадська рада з питань надання послуг поштового зв'язку НКРЗІ (тепер НКЕК);
- Громадська рада з питань захисту прав споживачів НКРЗІ (тепер НКЕК);
- Науково-технічна рада НКРЗІ (тепер НКЕК);
- Науково-експертна рада НКРЗІ (тепер НКЕК).

Встановлено, що персональний склад дорадчих органів НКРЗІ (тепер НКЕК) затверджується рішенням НКРЗІ (тепер НКЕК).

### Рада дорадчих органів НКЕК
Здійснює державне регулювання у сфері зв'язку та інформатизації, затвердженого Указом Президента України від 23.11.2011 № 1067/2011, НКРЗІ для виконання покладених на неї завдань може утворювати консультативні та інші дорадчі органи. Положення про такі органи затверджуються Комісією.
Основні завдання
- Обговорення питань державного регулювання у двох або більше сферах, які відносяться до компетенції НКРЗІ (тепер НКЕК), вироблення відповідних пропозицій та рекомендацій.
- Вироблення пропозицій по вирішенню найбільш суспільно значимих завдань сфери компетенції НКРЗІ (тепер НКЕК).
- Розгляд, обговорення та ухвалення пропозицій і рекомендацій щодо нормативно-правового регулювання сфер, які відносяться до компетенції НКРЗІ (тепер НКЕК).

### Громадська рада з питань телекомунікацій НКЕК
Здійснює державне регулювання у сфері зв'язку та інформатизації, затвердженого Указом Президента України від 23.11.2011 № 1067/2011 і є постійно діючим дорадчим органом НКРЗІ.
Основні завдання
- Обговорення питань державного регулювання у сфері телекомунікації, вироблення відповідних пропозицій та рекомендацій.
- Створення умов для реалізації громадянами конституційного права на участь в управлінні державними справами.
- Здійснення громадського контролю за діяльністю НКРЗІ (тепер НКЕК) у сфері телекомунікацій.
- Сприяння врахуванню НКРЗІ (тепер НКЕК) громадської думки під час здійснення державного регулювання у сфері телекомунікацій.

### Громадська рада з питань інформатизації НКЕК
Здійснює державне регулювання у сфері зв'язку та інформатизації, затвердженого Указом Президента України від 23.11.2011 № 1067/2011 і є постійно діючим дорадчим органом НКРЗІ.
Основні завдання
- Обговорення питань державного регулювання у сфері інформатизації, вироблення відповідних пропозицій та рекомендацій.
- Створення умов для реалізації громадянами конституційного права на участь в управлінні державними справами.
- Здійснення громадського контролю за діяльністю НКРЗІ (тепер НКЕК) у сфері інформатизації.
- Сприяння врахуванню НКРЗІ (тепер НКЕК) громадської думки під час здійснення державного регулювання у сфері інформатизації.

### Громадська рада з питань користування радіочастотним ресурсом НКЕК
Здійснює державне регулювання у сфері зв'язку та інформатизації, затвердженого Указом Президента України від 23.11.2011 № 1067/2011 і є постійно діючим дорадчим органом НКРЗІ.
Основні завдання
- Обговорення питань державного регулювання у сфері користування радіочастотним ресурсом, вироблення відповідних пропозицій та рекомендацій.
- Створення умов для реалізації громадянами конституційного права на участь в управлінні державними справами.
- Здійснення громадського контролю за діяльністю НКРЗІ (тепер НКЕК) у сфері користування радіочастотним ресурсом.
- Сприяння врахуванню НКРЗІ (тепер НКЕК) громадської думки під час здійснення державного регулювання у сфері користування радіочастотним ресурсом.

### Громадська рада з питань надання послуг поштового зв'язку НКЕК
Здійснює державне регулювання у сфері зв'язку та інформатизації, затвердженого Указом Президента України від 23.11.2011 № 1067/2011 і є постійно діючим дорадчим органом НКРЗІ.
Основні завдання
- Обговорення питань державного регулювання у сфері поштового зв'язку, вироблення відповідних пропозицій та рекомендацій.
- Створення умов для реалізації громадянами конституційного права на участь в управлінні державними справами.
- Здійснення громадського контролю за діяльністю НКРЗІ (тепер НКЕК) у сфері поштового зв'язку.
- Сприяння врахуванню НКРЗІ (тепер НКЕК) громадської думки під час здійснення державного регулювання у сфері поштового зв'язку.

### Громадська рада з питань надання захисту прав споживачів НКЕК
Здійснює державне регулювання у сфері зв'язку та інформатизації, затвердженого Указом Президента України від 23.11.2011 № 1067/2011 і є постійно діючим дорадчим органом НКРЗІ.
Основні завдання
- Обговорення питань державного регулювання у сфері захисту прав споживачів, вироблення відповідних пропозицій та рекомендацій.
- Створення умов для реалізації громадянами конституційного права на участь в управлінні державними справами.
- Здійснення громадського контролю за діяльністю НКРЗІ (тепер НКЕК) у сфері захисту прав споживачів.
- Сприяння врахуванню НКРЗІ (тепер НКЕК) громадської думки під час здійснення державного регулювання у сфері захисту прав споживачів.

### Науково-технічна рада НКЕК
Здійснює державне регулювання у сфері зв'язку та інформатизації, затвердженого Указом Президента України від 23.11.2011 № 1067/2011 і є постійно діючим дорадчим органом НКРЗІ.
Основні завдання
- Обговорення питань формування та реалізації науково-технічної політики НКРЗІ (тепер НКЕК) щодо державного регулювання у сфері зв'язку та інформатизації, вироблення відповідних пропозицій та рекомендацій.
- Розгляд та затвердження напрямків проведення науково-дослідних та дослідно конструкторських робіт з наукової та технічної підтримки здійснення державного регулювання та нагляду у сфері зв'язку та інформатизації.

### Науково-експертна рада НКЕК
Здійснює державне регулювання у сфері зв'язку та інформатизації, затвердженого Указом Президента України від 23.11.2011 № 1067/2011 і є постійно діючим дорадчим органом НКРЗІ.
Основні завдання
- Консультація та експертна підтримка діяльності НКРЗІ (тепер НКЕК) з метою підвищення ефективності державного регулювання та нагляду у сфері зв'язку та інформатизації.
- Підготовка пропозицій та рекомендацій щодо розробки ефективної нормативно-правового забезпечення реалізації повноважень НКРЗІ (тепер НКЕК).